# Варалица (ТВ серија)
Варалица (шп. La impostora) мексичко-америчка је теленовела, продукцијске куће Телемундо, снимана 2014.
У Србији је приказивана 2015. на каналу Пинк соуп.

## Синопсис
Бланка Гереро је весела и сналажљива девојка великог срца, која ради као конобарица, маштајући о глумачкој каријери. Одмалена је помагала свом оцу Мему колико год је могла, с обзиром на то да је рано остала без мајке. Када Мемо неправедно добије отказ у компанији породице Алтамира, у којој је годинама радио, Бланка одлучује да разговара са власником, старим Леонидасом. Због тога долази на забаву под маскама коју је организовала његова породица, а захваљујући глумачком таленту успева да се увуче кожу префињене даме из високог друштва.
Тамо ће се срести са Ракел Алтамиром, Леонидасовом кћерком, хладном и прорачунатом женом која је отпустила њеног оца. Пред очима јавности она је удовица која негује успомену на покојног супруга. Сви мисле да је пожртвована мајка која се труди да пружи само најбоље својим синовима: најдражем Едуарду, стидљивом, али врло амбициозном Кристобалу, те сањару Хорхеу, који води двоструки живот. Међутим, Ракел Алтамира у стварности је сушта супротност свему томе - манипулативна је и не преза ни од чега да би остварила своје циљеве.
Бланка и Едуардо такође се упознају на забави, где проводе романтичне тренутке, скривајући свој идентитет под маскама. Живот скромне конобарице потпуно ће се променити када се на прослави појави богати бизнисмен Адријано Ферер, који је годинама раније био у вези са Ракелином млађом сестром Вероником. Оптужује породицу Алтамира за смрт своје вољене, не знајући да је она у ствари жива, али да је по наређењу своје старије бескрупулозне сестре заточена на психијатрији.
Ферер потом нуди Бланки понуду коју не може да одбије, обећавајући јој да ће јој помоћи да оствари свој сан и постане глумица, ако добро одигра улогу коју јој је наменио. Наиме, она треба да уђе у кожу Викторије сан Марино, милионерке из Њујорка и да под тим именом понуди партнерство породици Алтамира. Када задобије Ракелино поверење, мора да сазна шта се догодило са дететом које је Вероника родила и за којим Адријано већ годинама безуспешно трага. Бланка прихвата да преузме туђи идентитет, иако је свесна да то може да је кошта живота, уколико је Ракел открије, а ствари се још више компликују када схвати да је заљубљена у Едуарда, кога прогања и бивша девојка Маријана…

## Глумачка постава

### Главне улоге
| Глумац:           | Улога:                                          |
| ----------------- | ----------------------------------------------- |
| Лисет Морелос     | Бланка Гереро / Викторија Сан Марино (Варалица) |
| Себастијан Сурита | Едуардо Леон Алтамира                           |
| Кристијан Бах     | Ракел Алтамира                                  |

### Споредне улоге
| Глумац:            | Улога:                        |
| ------------------ | ----------------------------- |
| Мануел Ландета     | Адријано Ферер                |
| Армандо Силвестре  | Дон Леонидас Алтамира         |
| Бегоња Нарваез     | Маријана Серано               |
| Алфа Акоста        | Валентина Алтамира / Летисија |
| Ђонатан Ислас      | Кристобал Алтамира            |
| Маурисио Енао      | Хорхе Алтамира                |
| Мими Моралес       | Карина                        |
| Алберто Павон      | Иван Монтенегро               |
| Елихио Мелендез    | Камило Фернандез              |
| Симоне Викторија   | Сокоро Санчез                 |
| Пако Маури         | Гиљермо Мемо Гереро           |
| Рене Гарсија       | Доминго / Петер Сан Марино    |
| Еухенио Бекер      | Салвадор Естрада              |
| Сандра Бенхумеа    | Фернанда Гарсија              |
| Нестор Рoдулфо     | Рубен Еспиноза Ел Туерто      |
| Сокоро де ла Кампа | Меланија Роблес               |
| Хулијета Грахалес  | Каталина Ечеверија            |
| Маријано Паласиос  | Дијего Ечеверија              |
| Елса Амесага       | Симона Гереро                 |
| Едгар Иван Делгадо | Рамон Валензуела              |
| Арнолдо Пикасо     | Клементе Ечеверија            |
| Макарена Оз        | Софија Алтамира Серано        |
| Рикардо Севиља     | Хуго Гереро                   |
| Лупита Сандовал    | Доња Тита                     |
| Уријел дел Торо    | Рафаел Морено                 |
| Хуан Хосе Пучета   | Арнoлдо Мадрид                |
| Моника Хименез     | Оријана Мартинез              |
| Перла Енсинас      | Лусијана Караско              |
| Росио Васкез       | Франциска Маркез              |
| Сам Гарсија        | Ричи Салгадо                  |
| Гуадалупе Мартинез | Ана Кастро                    |
| Моси Сантини       | Валери                        |